# Rogowo-Majątek
Rogowo-Majątek – wieś w Polsce położona w województwie podlaskim, w powiecie białostockim, w gminie Choroszcz.
W latach 1919–1954 w granicach miasta Choroszcz.
W latach 1975–1998 miejscowość położona była w województwie białostockim.

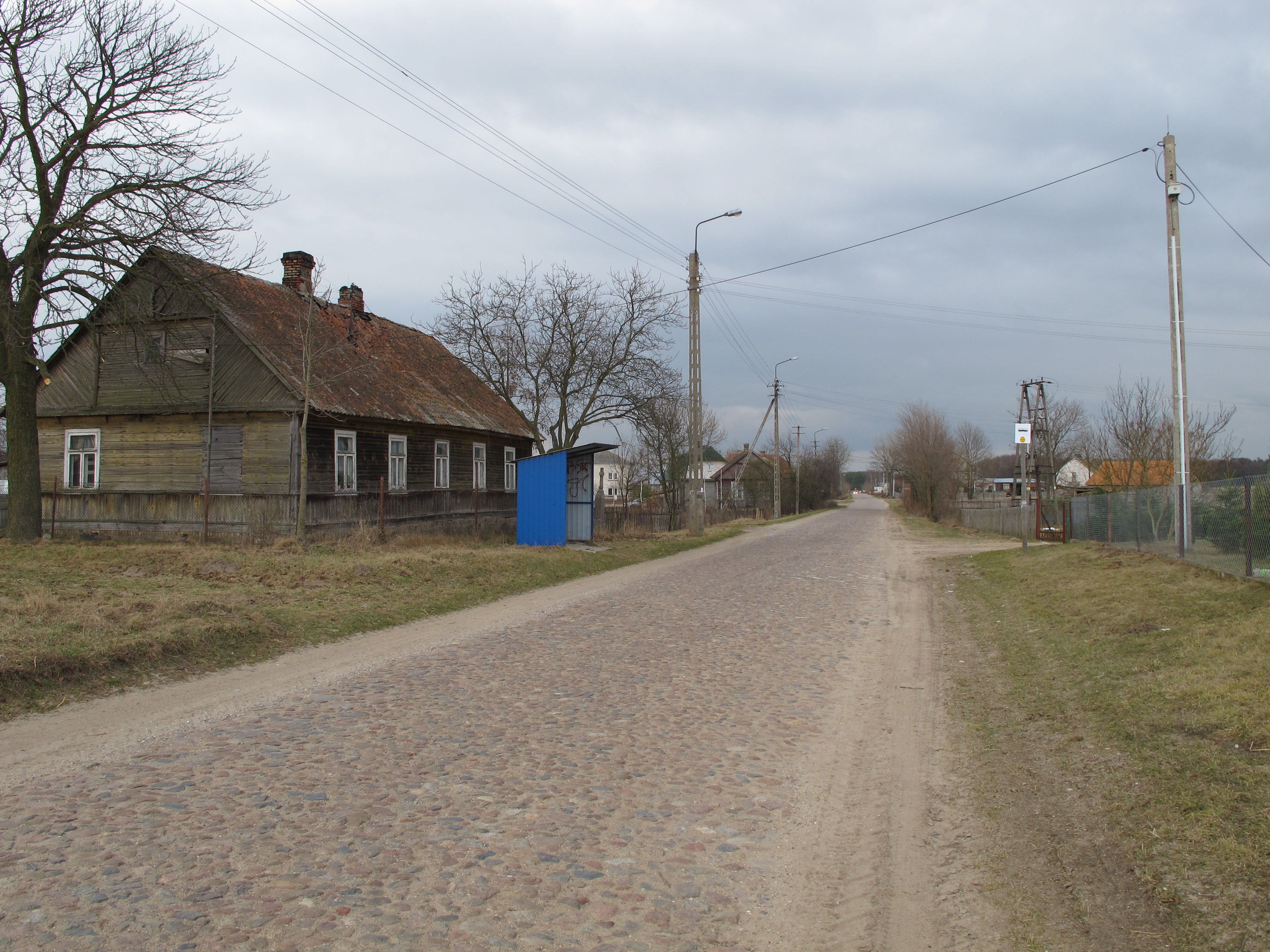
Rogowo Majątek w marcu 2010 roku